# Mineur (leger)

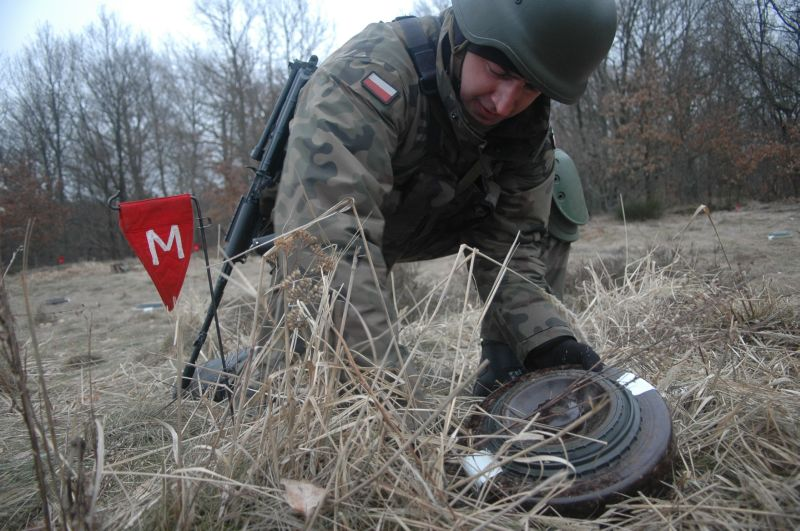
Poolse mineur

Een mineur is een militair specialist in het gecontroleerd laten ontploffen van explosieven of een soldaat die de landmijnen plaatst. De mineur is werkzaam bij de genie. Mineurs worden bijvoorbeeld ingezet bij het verwijderen van landmijnen. De schop en de helm zijn de emblemen van de mineurs.

## Geschiedenis
Historisch gezien waren de werkzaamheden van een mineur het graven van mijngangen, en bij een militaire inzet het ondergraven (ondermijnen of mineren) van vijandelijke stellingen. Het woord mineur komt al voor bij de veldtochten van keizer Karel V rond 1530. In de Tachtigjarige Oorlog werden de korpsen van mineurs aangevoerd door een meester mineur. Later groeiden deze korpsen uit tot de Mineurs en sappeurs. De mineurs worden dan ook wel gezien als voorlopers van de genie.

## Naam
Zoals majoor groot betekent en een majoor zo heet omdat hij een hoge rang heeft, zou mineur klein kunnen betekenen - als zodanig wordt mineur (en ook majeur) in de muziek gebruikt. Een mineur is echter niet per se iemand met een lage rang. Een mineur wordt zo genoemd omdat hij met mijnen werkt. Vertaald in het Nederlands zou het mijner moeten zijn.

## Trivia
In het bordspel stratego is de mineur de enige figuur die een bom kan opruimen. De mineur speelt daarmee een belangrijke rol in het eind van het spel.